# Fitochelatyny

Struktura fitochelatyny

Fitochelatyny, PC – polipeptydy wytwarzane w komórkach roślinnych i mikroorganizmach, uczestniczące w wychwytywaniu jonów toksycznych metali. Po połączeniu z metalem kompleks filochelatyna-metal transportowany jest do wakuoli. W ten sposób cytoplazma poddawana jest detoksykacji.
PC zostały wykryte i opisane w roku 1981 u drożdży. W roku 1985 wykryto polipeptyd wiążący metale ciężkie u roślin wyższych, wtedy również zaczęto stosować nazwę fitochelatyny. W roku 1985 został zidentyfikowany enzym odpowiedzialny za ich syntezę, syntaza fitochelatyn.
Badania genetyczne wykazały, że polipeptydy podobne do tych odkrytych u roślin mogą być wytwarzane w organizmach niektórych zwierząt.
Prekursorem fitochelatyn jest powszechnie występujący w organizmach roślinnych tripeptyd glutation. Charakterystycznym elementem fitochelatyn jest wielokrotnie powtórzone połączenie reszty kwasu glutaminowego (Glu) i cysteiny (Cys). W skład polipeptydu wchodzi także trzeci aminokwas, którym może być glicyna (Gly), alanina (Ala) lub glutamina (Gln). Możliwe są różne warianty peptydu (Glu-Cys)n-Gly (fitochelatyna) oraz (Glu-Cys)n-Ala (homofitochelatyna), (Glu-Cys)n-Ser (hydroksymetylofitochelatyna), (Glu-Cys)n-Glu (izo-fitochelatyna (Glu)), (Glu-Cys)n-Gln (izo-fitochelatyna (Gln)), (Glu-Cys)n (des-Gly-fitochelatyna), gdzie n wynosi od 2 do 11. Fitochelatyny są klasyfikowane do grupy III metalotionein i są ważnym elementem mechanizmów detoksykacji w obronie roślin przed związkami toksycznymi, szczególnie jonami miedzi i kadmu.